# Rauco
Rauco es una comuna de la provincia de Curicó, que se encuentra ubicada en la Región del Maule en la zona central de Chile. 
El significado de Rauco en mapudungún es "Tierra de agua gredosa" y limita al sur con Sagrada Familia y Curicó, al norte con Chépica, al este con Teno y al oeste con Hualañé.
Integra junto con las comunas de Curicó, Hualañé, Licantén, Molina, Romeral, Sagrada Familia, Teno y Vichuquén el distrito electoral N.º 36 (Diputados), y pertenece a la 10.ª circunscripción senatorial Norte.

## Historia
La zona fue habitada inicialmente por los indígenas Curis, que vivían a orillas del río Teno en las tierras del cacique Teno. Estos pueblos pagaban tributos al Imperio Inca hasta que la llegada de los conquistadores españoles en 1540, bajo el mando de Pedro de Valdivia, puso fin a esa dinámica. La región fue colonizada bajo el sistema de encomiendas, siendo Santiago de Azócar el encomendero asignado a Rauco. Con el tiempo, las encomiendas de Teno y Mataquito desaparecieron por la destrucción de sus poblaciones indígenas. En Rauco, la modificación del curso del río Teno provocó una inundación que aniquiló a la mayoría de los indígenas Curis.
En 1791, el rey de España abolió el sistema de encomiendas. Durante el período de la Independencia, Rauco no tuvo un rol significativo debido a su lejanía geográfica. En 1865, la Ley que creó la provincia de Curicó incluyó a Rauco como una de las subdelegaciones rurales. Posteriormente, el 22 de diciembre de 1891, bajo la presidencia de Jorge Montt, se promulgó la Ley de Comuna Autónoma, que estableció la Municipalidad de Rauco, constituida por las subdelegaciones de Palquibudi y Rauco. En 1927, la organización territorial de Chile fue modificada, conformándose la comuna de Rauco tal como se conoce hoy.
En las décadas siguientes, Rauco experimentó algunos avances en infraestructura y servicios, como la instalación de alumbrado público en la década de 1940 y de agua potable en la década de 1950. En 1963, la avenida principal de la comuna, Balmaceda, fue pavimentada. Durante los años siguientes se crearon nuevas poblaciones y la Quinta Compañía de Bomberos en 1978. Un hecho importante en la historia reciente fue el terremoto de 2010, que afectó gravemente a Rauco, destruyendo casi el 40% de sus edificaciones, incluyendo su edificio municipal.

## Medio ambiente

### Geomorfología y componentes abióticos

Trazado simplificado de los ecosistemas y cuerpos de agua presentes en la comuna de Rauco.

La comuna de Rauco se encuentra emplazada en las unidades geomorfológicas de Cordillera de la costa y Llano central fluvio-glacio-volcánico; y presenta según la clasificación climática de Köppen clima mediterráneo de lluvia invernal (Csb). Esta además se halla entre las cuencas hidrográficas de Costeras del río Rapel y Estero Nilahue y río Mataquito. Además, la comuna posee diversos cuerpos de agua, entre los que se destacan el río Mataquito y río Teno.

### Componentes bióticos
Dentro del territorio de la comuna se pueden hallar los siguientes ecosistemas:
- Bosque esclerófilo mediterráneo interior donde predominan Lithrea caustica y Peumus boldus (En peligro)
- Bosque espinoso mediterráneo interior donde predominan Acacia caven y Lithrea caustica (En peligro)

### Medidas de protección ambiental y conflictos socioambientales
Hasta 2022, la comuna de Rauco cuenta con las siguientes zonas que poseen algún nivel de protección ambiental:
- Altos de Lolol y Chépica (Sitios ERB)[13]
- La Pancora (Viña Apaltagua) (Iniciativa de Conservación Privada)[14]
- Matorral Esclerófilo de Villa Prat (Sitios ERB)[15]

## Demografía

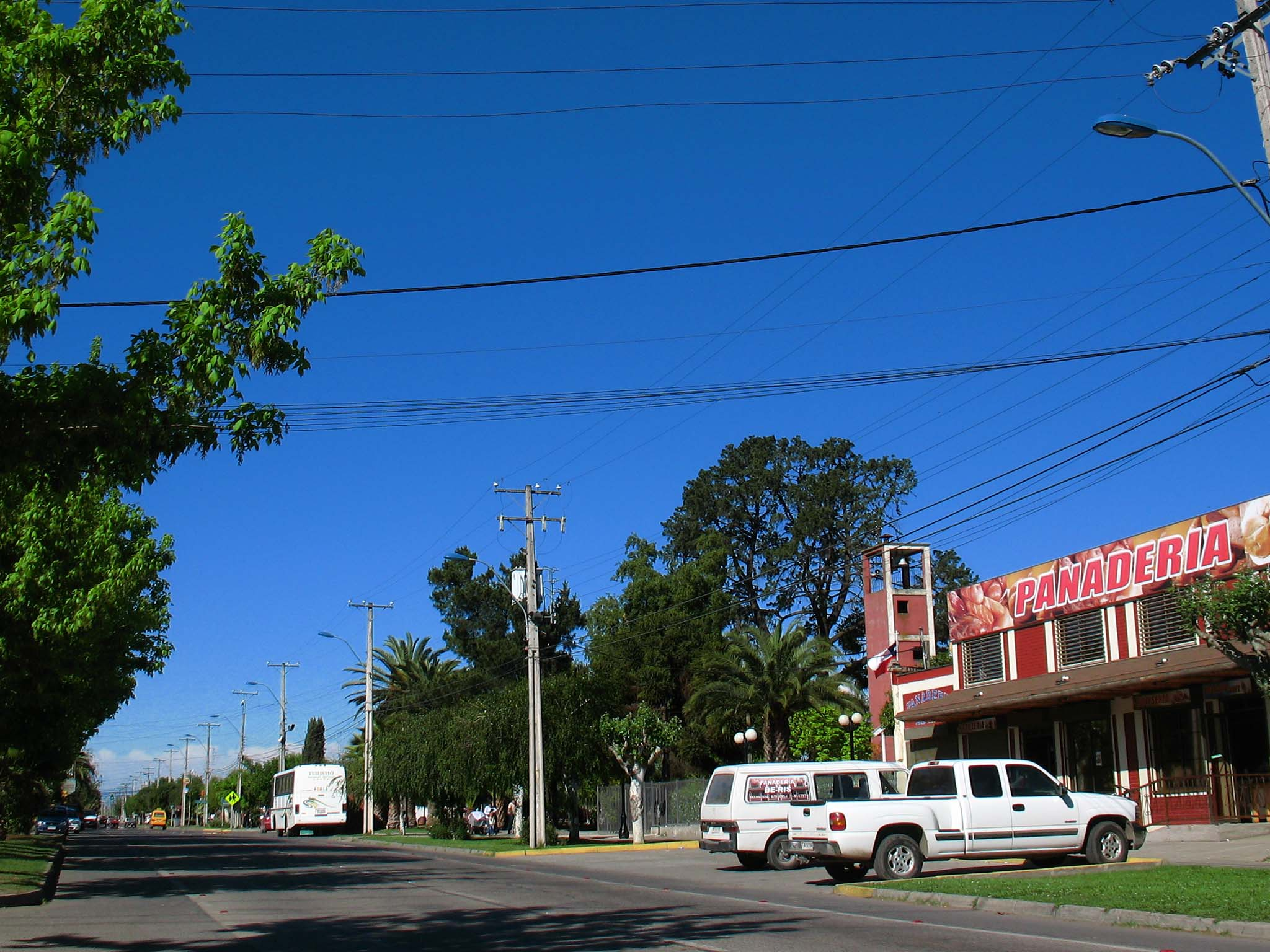
Principal avenida de Rauco

La comuna de Rauco abarca una superficie de 308,6 km² y una población de 8566 habitantes (INE 2002), correspondientes a un 0,86 % de la población total de la región y una densidad de 27,76 hab/km². Del total de la población, 4202 son mujeres (49 %) y 4364 son hombres (51 %). Un 63,6 % (5.452 háb.) corresponde a población rural, y un 36,4% (3.114 hábs.) corresponde a población urbana.

## Administración

### Municipalidad
La Municipalidad de Rauco para el periodo 2021-2024 es dirigida por el alcalde Enrique Francisco Ignacio Olivares Farías (Partido Radical de Chile - Unidad Por el Apruebo) y el concejo municipal conformado por los concejales:
- Manuel Marcelo Díaz Farías (Federación Regionalista Verde Social)
- Juan Jesús Poblete Navarro (Unión Demócrata Independiente)
- Carlos Antonio Valdés Vásquez (IND - Radicales e IND)
- Ismael Enrique San Martín Aguilera (Partido Radical de Chile)
- Sebastián Esteban Cabello Ibarra (Ciudadanos)
- Claudia Andrea Medina Hernández (IND - Unidos Por la Dignidad)

### Representación parlamentaria
Rauco forma parte de la circunscripción senatorial IX y del distrito electoral 17. Es representada en la Cámara de Diputados del Congreso Nacional por los siguientes diputados:
- Jorge Guzmán Zepeda (Evolución Política)
- Felipe Donoso Castro (Unión Demócrata Independiente)
- Hugo Rey Martínez (Renovación Nacional)
- Alexis Sepúlveda Soto (Partido Radical de Chile)
- Benjamín Moreno Bascur (Partido Republicano De Chile)
- Mercedes Bulnes Núñez (IND - RD)
- Francisco Pulgar Castillo (IND - Centro Unido)

En el Senado, la representan:
- Paulina Vodanovic Rojas (PS)
- Juan Antonio Coloma Correa (UDI)
- Juan Castro Prieto (IND - RN)
- Ximena Rincón González (PDC)
- Rodrigo Galilea Vial (RN)

## Economía

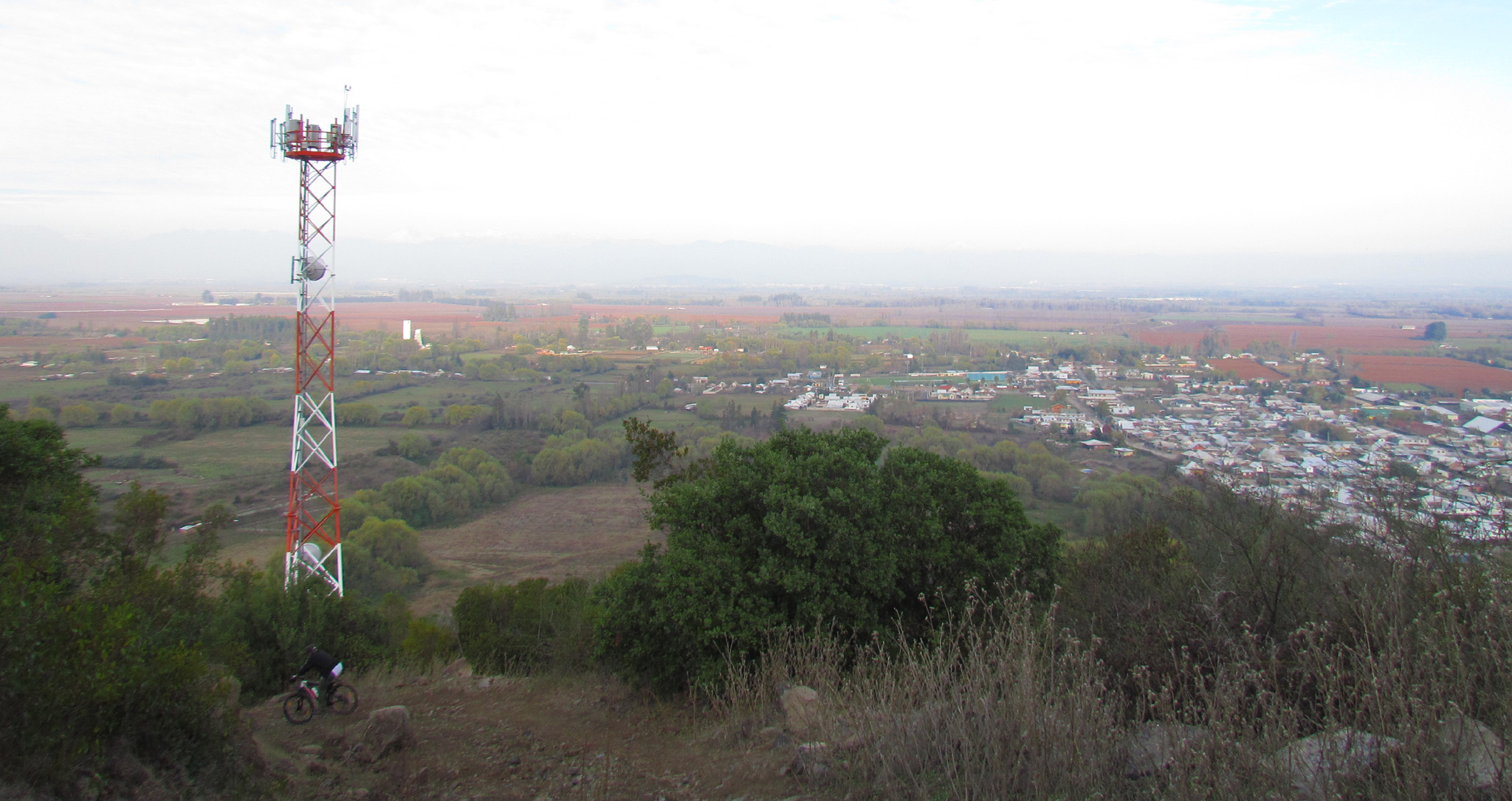
Vista de Rauco (2013).

La comuna cuenta con una diversidad de actividades productivas, tales como el cultivo de hortalizas en Palquibudi, la producción ovina en El Parrón y la vitivinicultura, representada por viñas como Las Pitras y Los Robles. Además, se desarrollan iniciativas innovadoras como la crianza de llamas y alpacas, ranicultura, producción de huevos de codorniz y crianza de avestruces.
En 2018, la cantidad de empresas registradas en Rauco fue de 216. El Índice de Complejidad Económica (ECI) en el mismo año fue de -0,64, mientras que las actividades económicas con mayor índice de Ventaja Comparativa Revelada (RCA) fueron Cultivo de Trigo (60,0), Actividades de Discotecas, Cabaret, Salas de Baile y Similares (45,59) y Otras Actividades Conexas al Transporte (41,38).
Medios de comunicación
- 89.1 MHz Radio Inolvidable FM

### Turismo
El camino que une a Rauco con las comunas de Curicó y Hualañé reúne atractivas características para la práctica de ciclismo.
La comuna de Rauco tiene grandes atractivos como por ejemplo el puente de Cimbra, a escasas calles desde la plaza de Armas, en este lugar se pueden realizar diversas actividades como pícnic, baños, entre otras.
El tranque, ubicado en el sector de La Palmilla, a pesar de ser propiedad privada, permite practicar pesca deportiva del Pejerrey, y si lo desea, acampar. Además podrá visitar El Parrón que es famoso por su queso de cabra y la crianza de ganado menor (ovino y caprino).
El Llano que es conocido como zona de champiñones y mermeladas, Majadilla, Palquibudi y Tricao, entre algunos sitios campestres.
Rauco, al igual que en la mayoría de las comunas de Curicó, cuenta con gran cantidad de bellas casas de estilo colonial, algunas de las cuales sirvieron en el pasado, de casas patronales para extensos latifundos.
Cuenta con servicios básicos para el turista, los que junto a los servicios de alimentación y hospedaje existentes le asegurarán una agradable estancia en el sector.

## Cultura
Rauco es conocido por sus festividades y eventos comunales que celebran las costumbres y el folclore de la región. Entre estos destacan la Semana Rauquina y la Semana Llanina, así como actividades tradicionales como las domaduras, la trilla a yegua suelta y diversas ferias gastronómicas, artesanales y productivas. También son importantes la Procesión de la Virgen del Carmen y la Fiesta de Cuasimodo, que convocan a la comunidad en torno a expresiones religiosas y culturales.
La gastronomía local incluye platos típicos como el asado de cordero y cabrito, cazuela de pava, empanadas y las tradicionales tortillas al rescoldo, elaboradas en el sector El Llano frente a la escuela.

## Lugares de interés

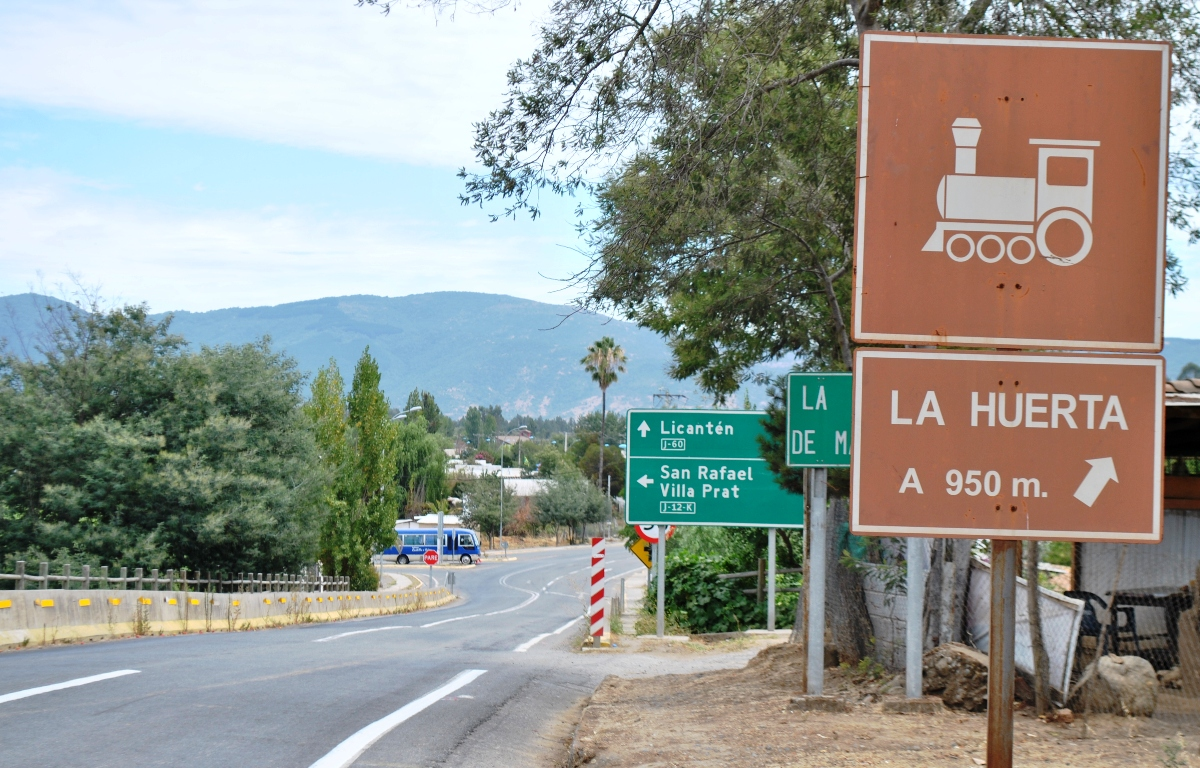
Acceso oriente a la Huerta de Mataquito por Ruta J-60

Entre los lugares de atractivo turístico en Rauco se encuentran el Circuito Sendero de Chile, el Tranque en el sector La Palmilla, el salto de agua en el sector Palquibudi y las pozas de agua en el sector El Parrón. Estos parajes ofrecen espacios naturales ideales para la recreación al aire libre y el disfrute del paisaje local.
Además, la comuna posee varias zonas rurales de interés paisajístico, como los sectores Palquibudi, Las Cruces, Buquilemu y El Parrón, donde se puede apreciar la riqueza natural y la vida rural de la región.
En cuanto a sitios pintorescos de interés cultural, destacan el Museo de Reliquias, las Casas Patronales y la parroquia San Pedro, que forman parte del patrimonio local.

## Deportes
En el ámbito deportivo, Rauco ofrece opciones para practicar senderismo, mountain bike y rodeo chileno. Existen diversos campos deportivos donde se juega fútbol, como el campo deportivo municipal donde hacen de local Club Deportivo Rauco y la cancha Unión El Llano donde hace local el equipo homónimo, entre otros.